# Jang Bogo
Pour les articles homonymes, voir Jang.
Jang Bogo (장보고, 787-846) est un militaire coréen de la période du Silla. Il est célèbre pour avoir libéré la mer Jaune des incursions de pirates avec l'aide de ses 10 000 soldats et ainsi rendu possible le commerce maritime avec la Chine et le Japon.

## Référence
1. ↑  Les Coréens dans l'histoire, « Jang Bo-go, roi des mers », KBSworld, le 4 juin 2010 ; Spirit of Korea (EP.1) Jang Bogo (장보고) & Yi Sun-shin (이순신), Arirang TV, le 5 avril 2016 (disponible en Replay sur YouTube).